# Кузкі (Влощовський повіт)
Кузкі (пол. Kuzki) — село в Польщі, у гміні Влощова Влощовського повіту Свентокшиського воєводства.
Населення — 275 осіб (2011).
У 1975-1998 роках село належало до Келецького воєводства.

## Демографія
Демографічна структура на день 31 березня 2011 року:
|          | Загалом | Допрацездатний вік | Працездатний вік | Постпрацездатний вік |
| -------- | ------- | ------------------ | ---------------- | -------------------- |
| Чоловіки | 138     | 27                 | 93               | 18                   |
| Жінки    | 137     | 28                 | 78               | 31                   |
| Разом    | 275     | 55                 | 171              | 49                   |